# Yonne
Yonne (89; pronunciación en francés: /jɔn/) es un departamento francés situado en la región de Borgoña-Franco Condado. Su capital (o prefectura) es la ciudad de Auxerre.
El departamento debe su nombre al río Yonne, un afluente del río Sena y que fluye a través del departamento. El nombre latinizado del nombre celta original era Icauna; de esta palabra deriva el nombre del río y también de las personas que viven en el departamento: Icaunais.

## Historia

Yonne y las provincias que existían antes de 1790.

Durante el Imperio Romano, la ciudad principal en el territorio del presente departamento era Sens, capital de una provincia romana.
Yonne es uno de los 83 departamentos originales creados el 4 de marzo de 1790, durante la Revolución francesa; se nombró a Auxerre como su capital. Fue creado con partes de las antiguas provincias de Borgoña, Champaña y Orleanesado más otras pequeñas partes de Isla de Francia y de Nivernais.
El nuevo departamento fue dividido en siete distritos: Auxerre, Sens, Joigny, Saint-Fargeau, Avallon, Tonnerre y Saint-Florentin.
Cuando se crearon en 1800 los arrondissements, el número de distritos fue reducido a cinco: Auxerre, Avallon, Joigny, Sens and Tonnerre. El 10 de septiembre de 1926 fueron eliminados los distritos de Joigny y Tonnerre.

## Geografía

Mapa de Yonne.

Yonne forma parte de la región de Borgoña y tiene una superficie de 7.427,4 km².
El departamento colinda con 4 regiones y 5 departamentos:
- Borgoña-Franco Condado
  - Côte-d'Or (este)
  - Nièvre (sur)
- Gran Este
  - Aube (nordeste)
- Centro-Valle de Loira
  - Loiret (oeste)
- Isla de Francia
  - Seine-et-Marne (noroeste)

| Noroeste: Seine-et-Marne |             | Nordeste: Aube  |
| Oeste: Loiret            |             | Este: Côte-d'Or |
|                          | Sur: Nièvre |                 |

La parte norte del departamento está formada por llanuras que forman parte de la cuenca parisina mientras que en el sur se encuentran el macizo del Morvan y las colinas del Auxerrois.
El principal río en el departamento es el río Yonne, un afluente del Sena por la izquierda y que fluye a través del departamento de sur a norte. Otros ríos que se encuentran en el departamento son el Armançon y el Loing.

### Clima
El clima, según la clasificación climática de Köppen, en Auxerre es del tipo clima oceánico (Cfb).
La temperatura anual promedio en Auxerre es 11,5 °C. El mes más cálido, en promedio, es julio con una temperatura promedio de 20,2 °C y el más frío es enero con una temperatura promedio de 3,6 °C.
El total anual promedio de precipitación en Auxerre es 957,6 mm. El mes con la mayor precipitación promedio es diciembre con 106,7 mm y el mes de menor precipitación promedio es abril con 63,5 mm.

## Administración
El Consejo General de Yonne, con sede en Auxerre, es la asamblea deliberante del departamento, el cual es parte de la región de Borgoña-Franco Condado.

### Divisiones administrativas
Hay tres distritos (arrondissements), 42 cantones y 455 comunas en Yonne.
| Distrito | Capital | Población (2012) | Área (km²) | Densidad (hab./km²) | Cantones | Comunas |
| -------- | ------- | ---------------- | ---------- | ------------------- | -------- | ------- |
| Auxerre  | Auxerre | 180.603          | 3514,6     | 51,39               | 22       | 197     |
| Avallon  | Avallon | 48.701           | 2209,2     | 22,04               | 10       | 149     |
| Sens     | Sens    | 112.598          | 1703,6     | 66,09               | 10       | 109     |
| Total    |         | 341.902          | 7427,4     | 46,03               | 42       | 455     |

## Población
Los habitantes de Yonne se denominan en idioma francés Icaunais y Icaunaises.
La población total de Yonne en 2012 fue de 341.902, para una densidad poblacional de 46. El distrito de Auxerre, con 180.603 habitantes, es el distrito más poblado.
Las principales ciudades del departamento, con más de 5000 habitantes, son:
| Ciudad               | Población (2012) | Distrito |
| -------------------- | ---------------- | -------- |
| Auxerre              | 35.096           | Auxerre  |
| Sens                 | 25.106           | Sens     |
| Joigny               | 9,800            | Auxerre  |
| Avallon              | 7.210            | Avallon  |
| Migennes             | 7.008            | Auxerre  |
| Villeneuve-sur-Yonne | 5.326            | Sens     |
| Tonnerre             | 5.060            | Avallon  |

## Galería

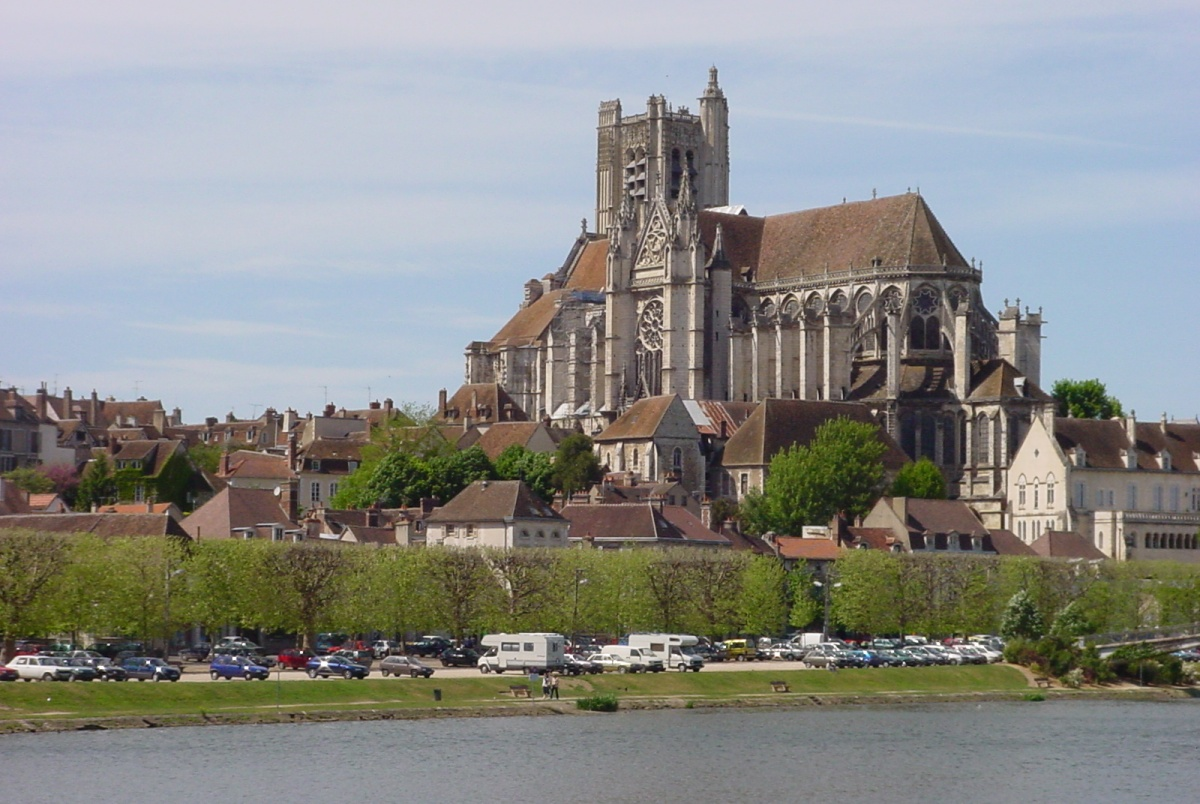
Auxerre y el río Yonne.
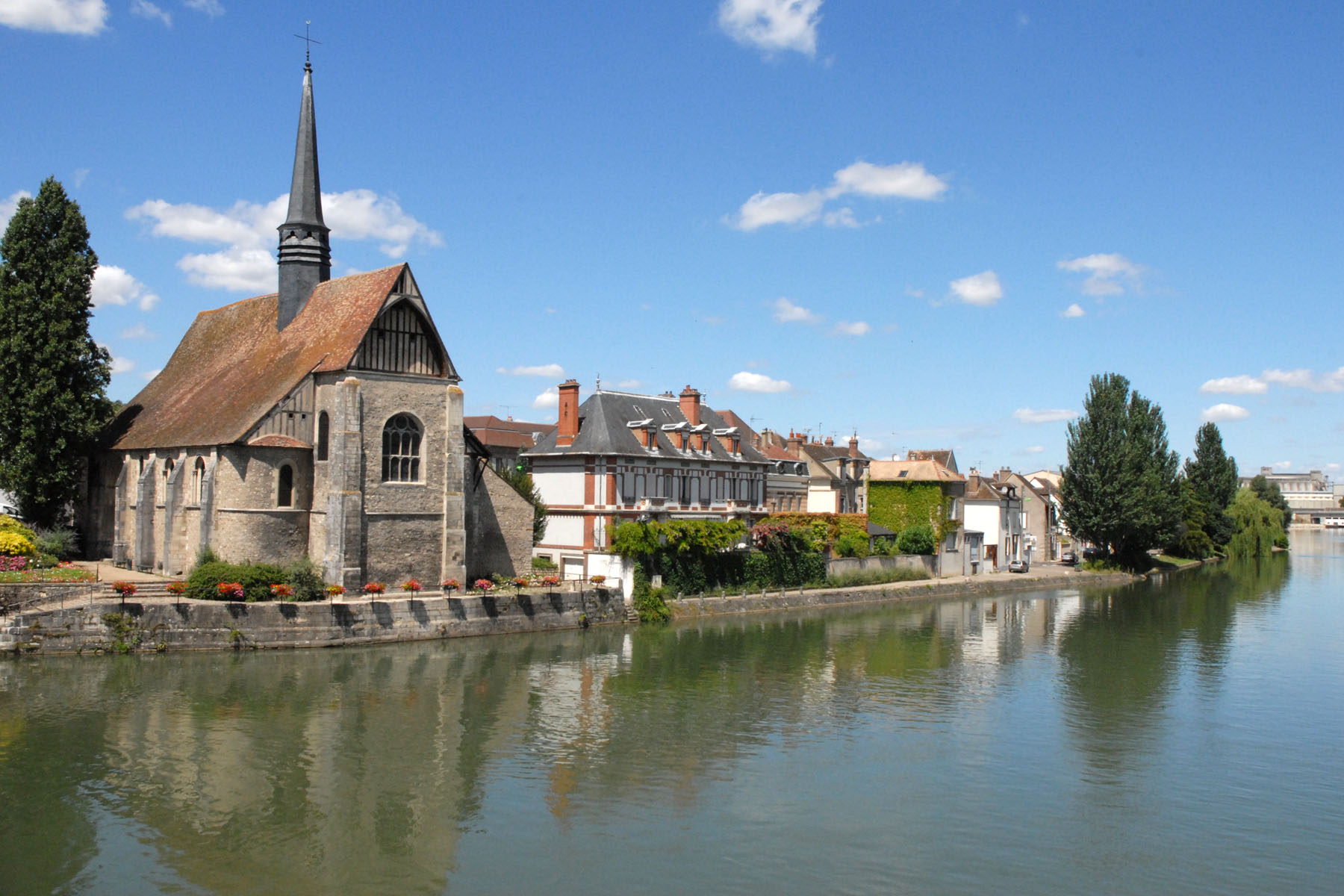
Sens a orillas del Yonne.
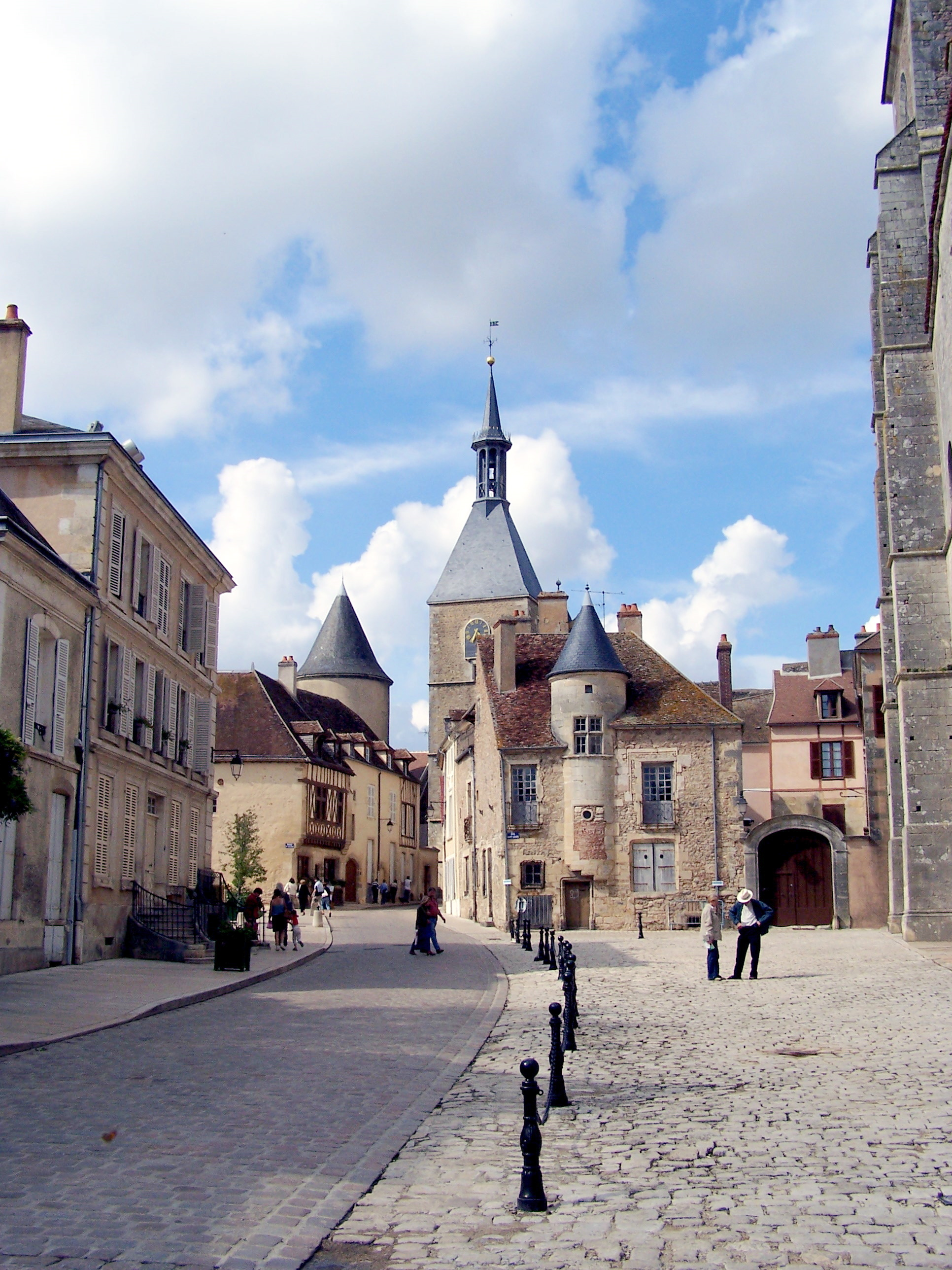
Avallon
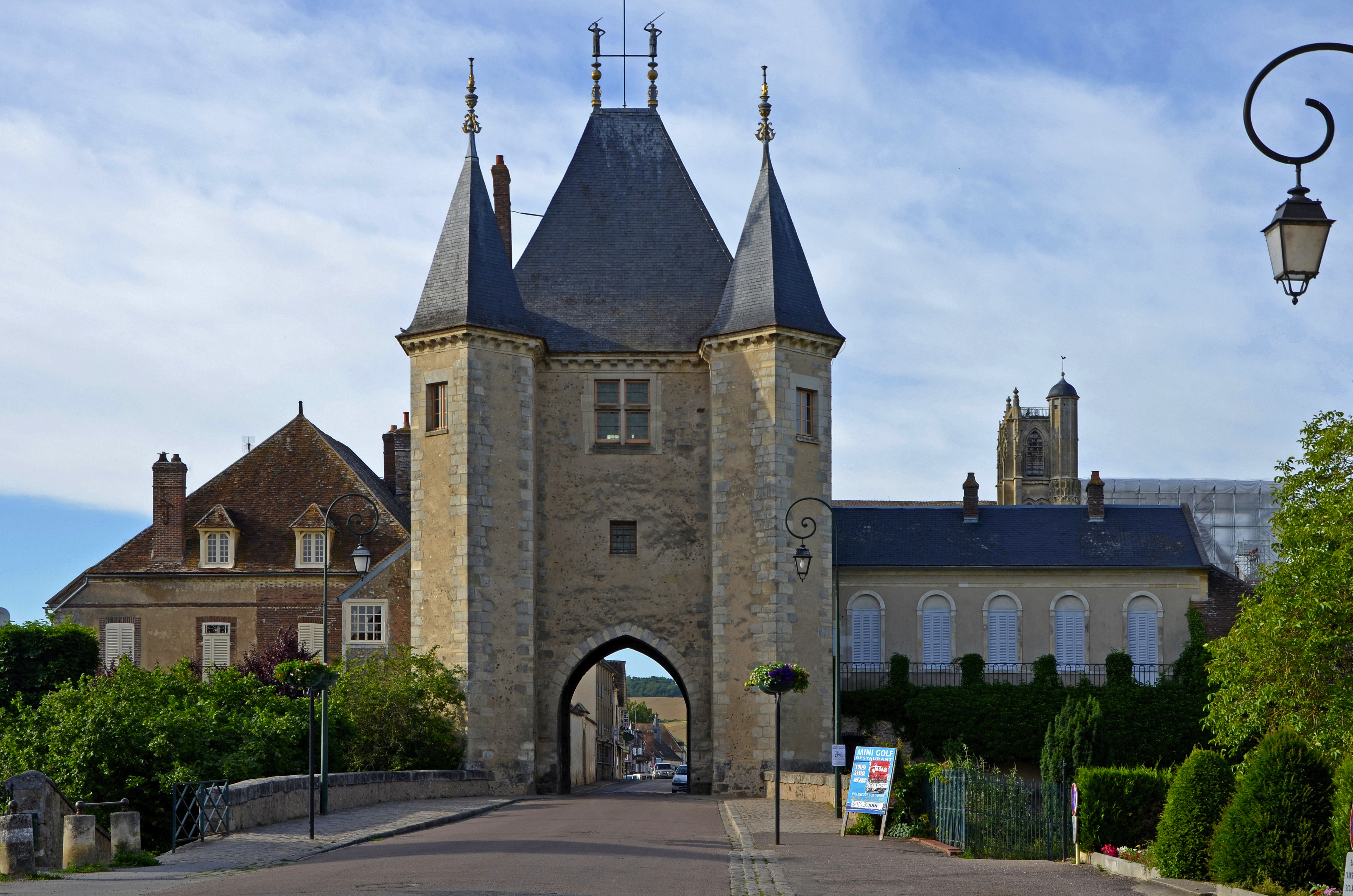
Villeneuve-sur-Yonne